# Гарганелли

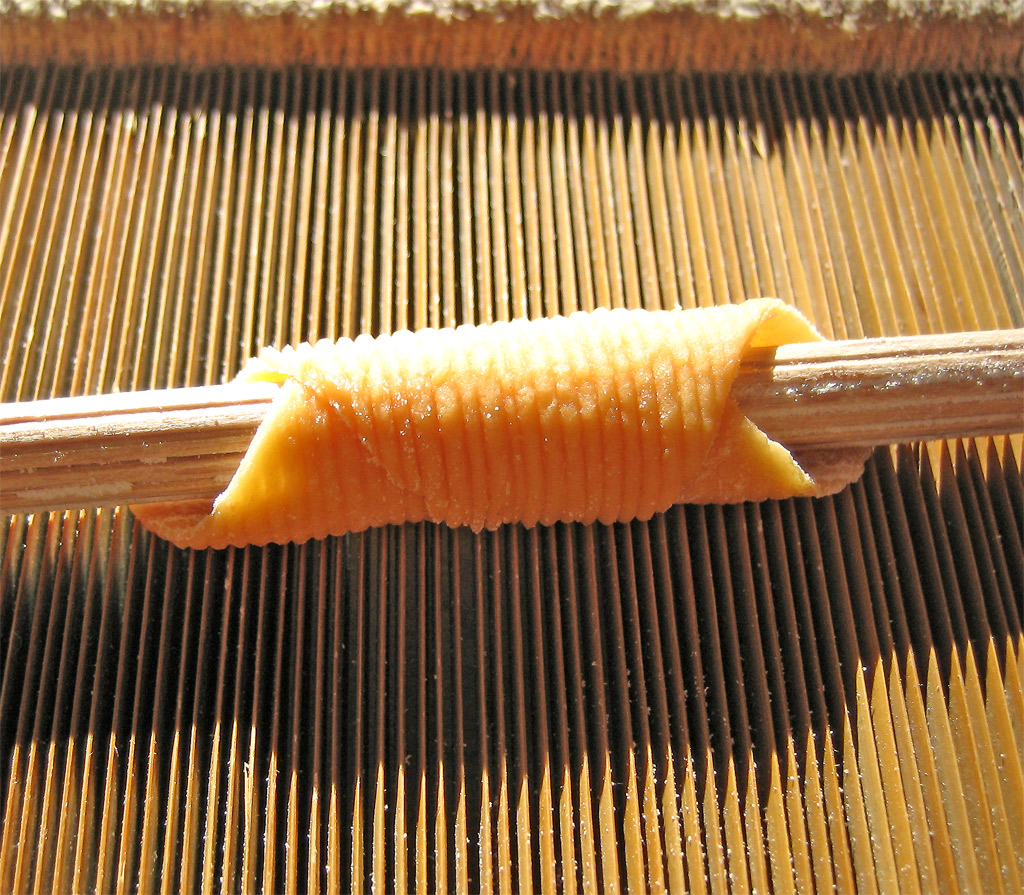
Гарганелли

Гарганелли (итал. Garganelli) — тип яичной пасты, сформированной прокатом плоской, квадратной лапши в трубчатую форму. Они могут быть сделаны из гладкой пасты или ребристых вариантов.
Хотя гарганелли очень похожи на пенне, они отличаются тем, что «лоскут» отчетливо видно, где один угол квадрата пасты придерживается остальных, в противоположность прекрасному цилиндру в пенне.
Гарганелли может быть обслужен во множестве рецептов; традиционная утка рагу является общим сопровождением и специальностью кухни Болоньи.